# غرفة ملكة الديسكو
"غرفة ملكة الديسكو: كيف نشأت وحاولت أن أكون نجمة بوب" هي سيرة ذاتية كتبتها تريسي ثورن؛ نُشرت لأول مرة في فبراير 2013 وقد نال الكتاب إشادة من النقاد على نطاق واسع، وكان أحد أفضل عشرة كتب مبيعًا في جريدة صنداي تايمز . ظهر الكتاب في برنامج كتاب الأسبوع على إذاعة بي بي سي 4 في مارس 2013.

## الآراء حول الكتاب
كتبت فيونا ستورجس لصحيفة ذي إندبندنت أنه "ثورة بعيدة كل البعد عن المفاهيم النموذجية للمغني الناجح. مما يجعلها مثالية للحديث عن تجربة نجمة البوب والمسرح الموسيقي البريطاني المتنقل باستمرار في الثمانينيات والتسعينيات".
صرحت لوسي دينير في ذا تايمز "إنه كتاب مكتوب بشكل جميل ومضحك للغاية وصادق بشدة حول النشأة، سواء كان اكتشاف النسوية أو كونها بعيدة قليلاً عن عمقها كفتاة تبلغ من العمر 15 عامًا في مناهضة للرابطة ضد النازية".